# إعصار (فلم 1996)
إعصار (بالإنجليزية: Twister) هو فيلم كوارث أمريكي انتج سنة 1996 بطولة بيل باكستون وهيلين هنت كمطاردا أعاصير يبحثان الأعاصير القمعية، أخرجه جان دي بونت ومن تأليف مايكل كرايتون وآن-ماري مارتن، إعصار هو ثاني أعلى فيلم من حيث الإيرادات في سنة 1996.

## طاقم التمثيل
- هيلين هنت - د. جو هاردينج
- بيل باكستون - بيل هاردينج
- جامي جيرتز - د. ميليسا ريفز
- كاري إلويس - د. جون ميلر
- فيليب سيمور هوفمان - داستن «داستي» دافيز
- ألان راك - روبرت «رابيت» نيوريك
- جيرمي دافيز - بريان لورنس
- جوي سلوتنيك - جوي
- شون ويلين - ألان ساندرز
- تود فيلد - تيم «بيلتزر» لويس
- ويندول جوزيفر - هاينز
- سكوت تومسون - جيسون «بريتشر» رو
- لويس سميث - ميج جرين
- زاك جرينيير - إيدي
- أليكسا فيجا جو هاردينج (طفلة)
- ريتشارد لاينباك - مستر ثورنتون
- راستي شويمر - مسز ثورنتون
- جاك بيوسي - فني مختبر الموبايل

## وصلات خارجية
- مقالات تستعمل روابط فنية بلا صلة مع ويكي بيانات
- Twister على موقع أول موفي.
- Twister Museum Wakita, Oklahoma